# Илье-Комбре
Илье́-Комбре́ (фр. Illiers-Combray) — коммуна во Франции, расположенная в департаменте Эр и Луар региона Центр — Долина Луары. Входит в состав одноимённого кантона; относится к округу Шартр. В 1971 году коммуна, изначально носившая название «Илье», официально сменила имя на «Илье-Комбре», в честь Комбре из романа Марселя Пруста «В поисках утраченного времени».

## Географическое положение и климат
Илье-Комбре находится на берегах реки Луар, на границе природных областей Бос и Перш. По территории коммуны также протекает река Тиронна. Площадь Илье-Комбре — 33,6 км²; высота над уровнем моря — между 144 и 204 м. Ближайший из крупных городов — Шартр (в 25 километрах к юго-западу).
Для Илье-Комбре характерен океанический климат со среднегодовой температурой 10,9 °C (максимальная средняя температура — 18,4 °C в августе; минимальная — 3,9 °C в январе).

## История
Вероятно, первое поселение на месте нынешнего Илье возникло ещё в доримскую эпоху. Памятники кельтской культуры свидетельствуют о присутствии карнутов на этой территории.

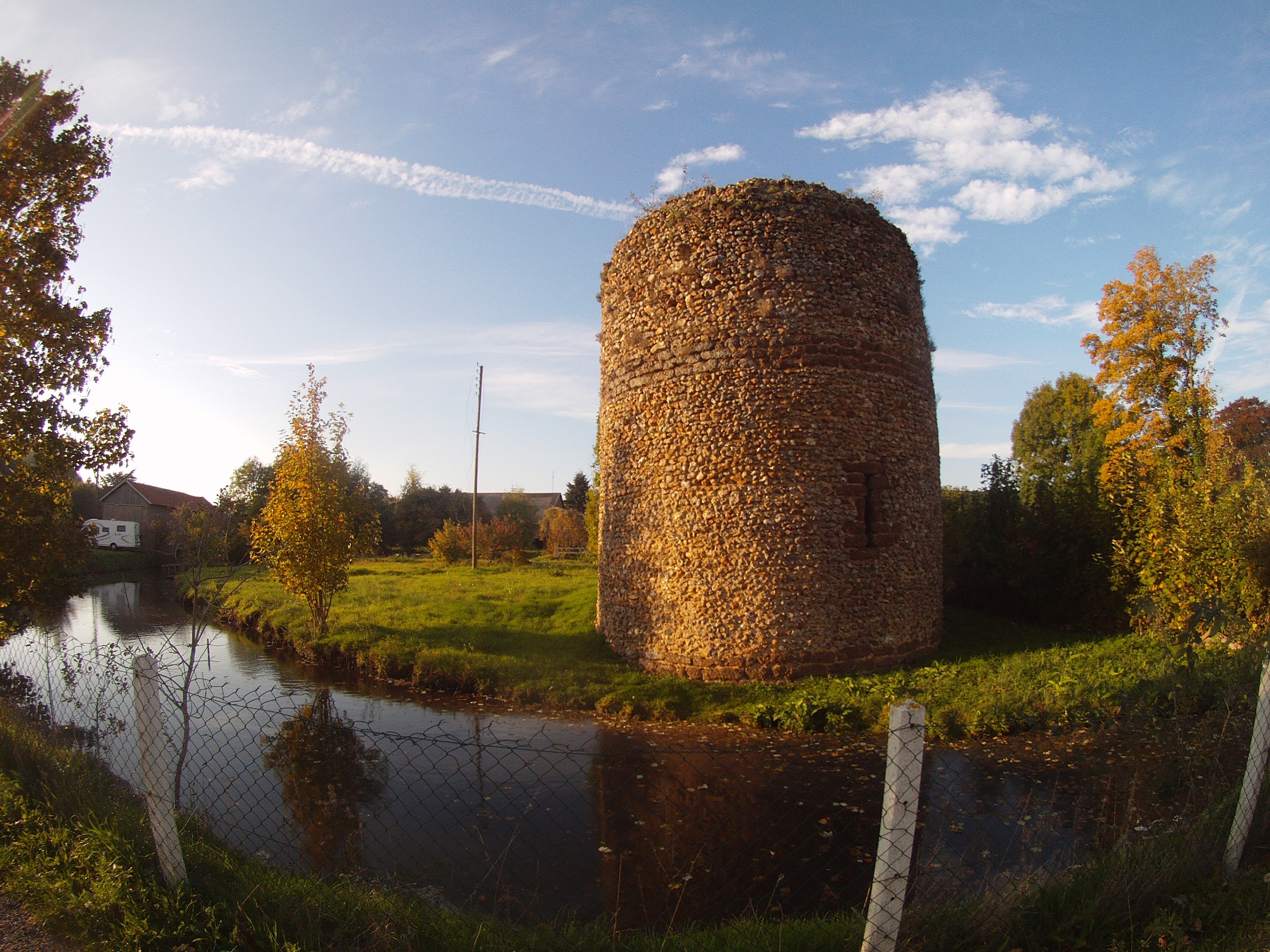
Башня бывшего замка

По всей видимости, на острове посреди Луара галлы или римляне построили крепость, останки которой в XI веке Жоффруа дю Перш, виконт Шатодена, превратил в замок (до наших дней сохранились лишь его фрагменты). Среди наиболее известных владельцев замка был Флоран д’Илье, соратник Жанны д’Арк, участвовавший в освобождении Орлеана.
В XIX веке Илье был одним из наиболее активных центров торговли в пределах департамента. Здесь производились ткани, трикотажные изделия и черепица; велась торговля зерном и скотом; пять раз в год проводились ярмарки.

## Демография
Переписи населения в коммуне проводятся с 1793 года. По состоянию на 2016 год население составляло 3325 человек.
| 1793 | 1831 | 1856 | 1876 | 1901 | 1926 | 1962 | 1990 | 2016 |
| ---- | ---- | ---- | ---- | ---- | ---- | ---- | ---- | ---- |
| 3170 | 2937 | 3100 | 2997 | 2812 | 2963 | 3089 | 3329 | 3325 |

## Экономика
По состоянию на 2013 год в городе имелось 251 активное предприятие. Из них большая часть (59,8 %) связана с транспортом, торговлей и сферой услуг; 9,2 % с сельским хозяйством, 8,4 % со строительством и 7,6 % с промышленностью.

## «Комбре» Марселя Пруста
Предки Марселя Пруста жили в Илье с XVI века, владели землёй в его окрестностях, занимались торговлей. Здесь родился Адриан Пруст, отец Марселя. Здесь также жил его дед Луи, владевший бакалейной лавкой на главной городской площади. Именно в Илье маленький Марсель проводил летние и пасхальные каникулы у своей тётки Элизабет Амио, жившей в доме № 4 по улице Святого Духа. Впоследствии эти поездки прекратились из-за приступов астмы.
Илье послужил прототипом городка Комбре в романе Марселя Пруста «В поисках утраченного времени»: писатель во всех подробностях и с большой любовью воссоздал «потерянный рай» своего детства. В 1971 году, к столетнему юбилею Пруста, Илье был официально переименован в Илье-Комбре. Как сказал об этом В. Ф. Писигин, «литература <…> стала чем-то большим, чем сама реальность, поэтому Илье не осталось ничего другого, как видоизмениться и стать тем, чем его запомнил, а потом представил миру великий мастер слова». Задолго до этого события, в 1949 году, сходным образом писал об Илье Андре Моруа, французский писатель и один из биографов Пруста: «вначале был Илье, городок с двумя тысячами жителей, но потом явился Комбре, духовная родина миллионов читателей».

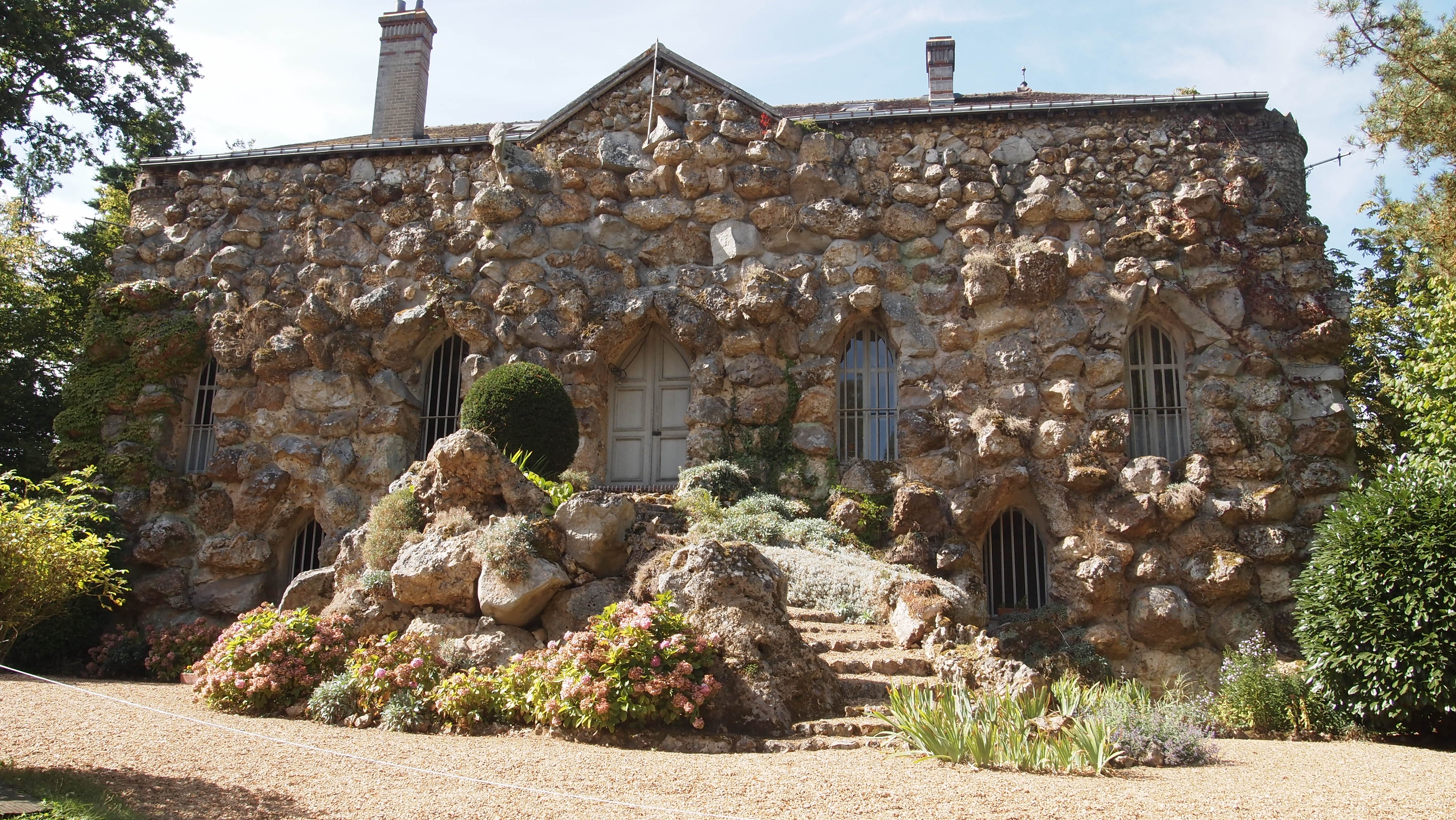
Усадьба Миругрен

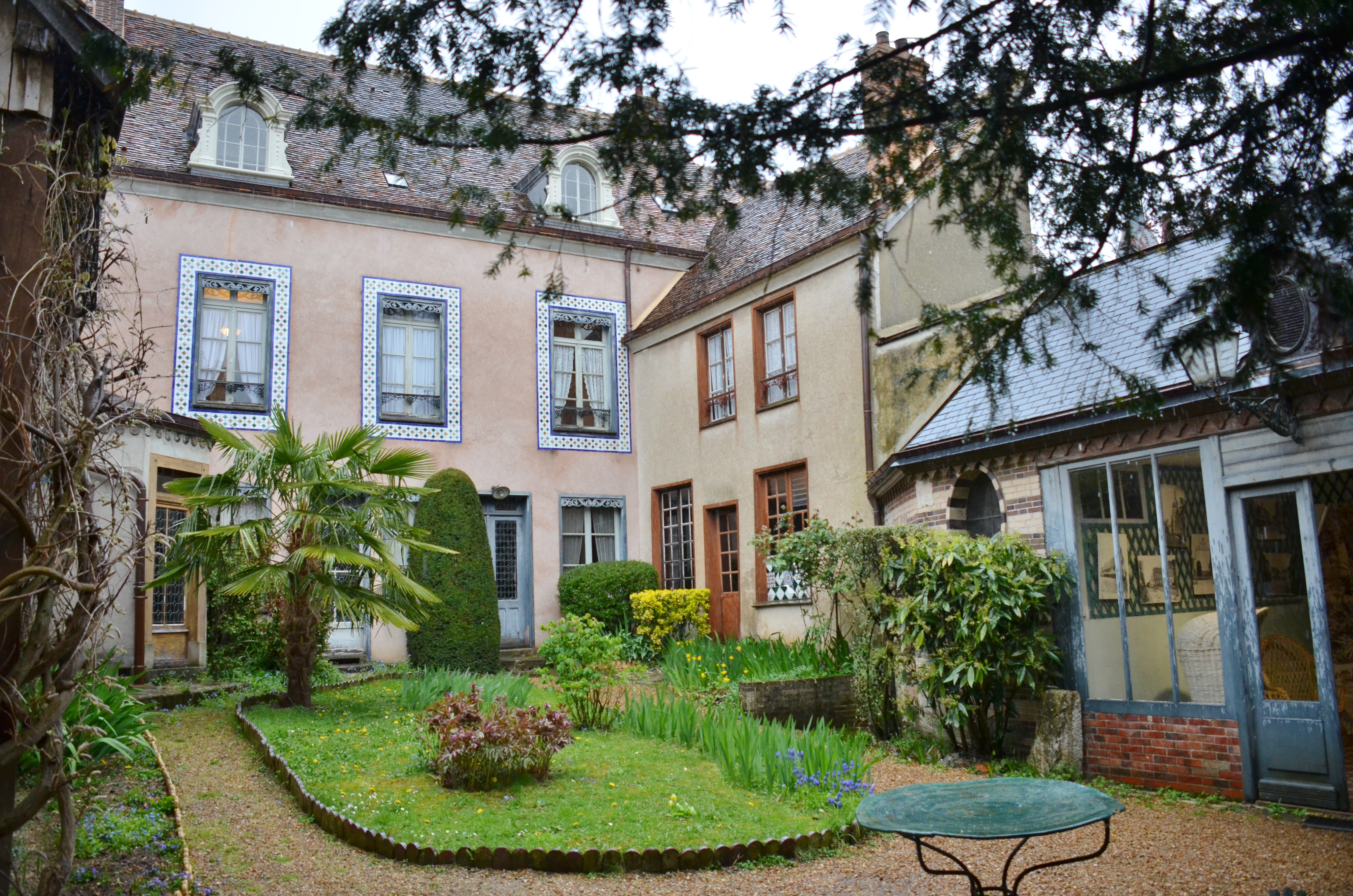
Дом тётушки Леонии

В современном Илье-Комбре сохранились места, связанные с Прустом. В первую очередь это так называемый «дом тётушки Леонии» (фр. Maison de Tante Léonie) — именно здесь главный герой романа окунает в чай «мадленку», чей вкус погружает его в воспоминания о детстве в Комбре. В настоящее время в доме, ранее принадлежавшем Элизабет и Жюлю Амио, находится музей Пруста.
Ещё одно прустовское место — сад Пре-Кателан («Кателанский луг», фр. Jardin du Pré-Catelan), созданный Жюлем Амио. Считается, что именно его Пруст изобразил в романе в виде парка Тансонвиля, усадьбы Свана.
В Илье также сохранилась усадьба Миругрен (фр. Manoir de Mirougrain) XVIII века, где во времена детства Пруста жила поэтесса Жюльетта Жуанвиль д’Артуа. Возможно, в «Поисках» она послужила прототипом мадемуазель Вентейль, а в части «У Германтов» нашёл отражение образ усадьбы.
Кроме того, в Илье-Комбре можно увидеть кусты боярышника, виадук и руины замка, описанные Прустом в романе. Ежегодно прустовские места привлекают тысячи посетителей.

## Культурное наследие
Упомянутые выше руины замка, дом тёти Леонии, усадьба Миругрен и сад Пре-Кателан имеют статус исторических памятников. Помимо них, этот статус имеет церковь святого Иакова, построенная в XIV—XV веках. Во второй половине XIX века церковь была полностью перестроена.

## Города-побратимы
- Гемюнден, Германия
- Анверса-дельи-Абруцци, Италия
- Конистон, Англия[25]